# Sony NEX

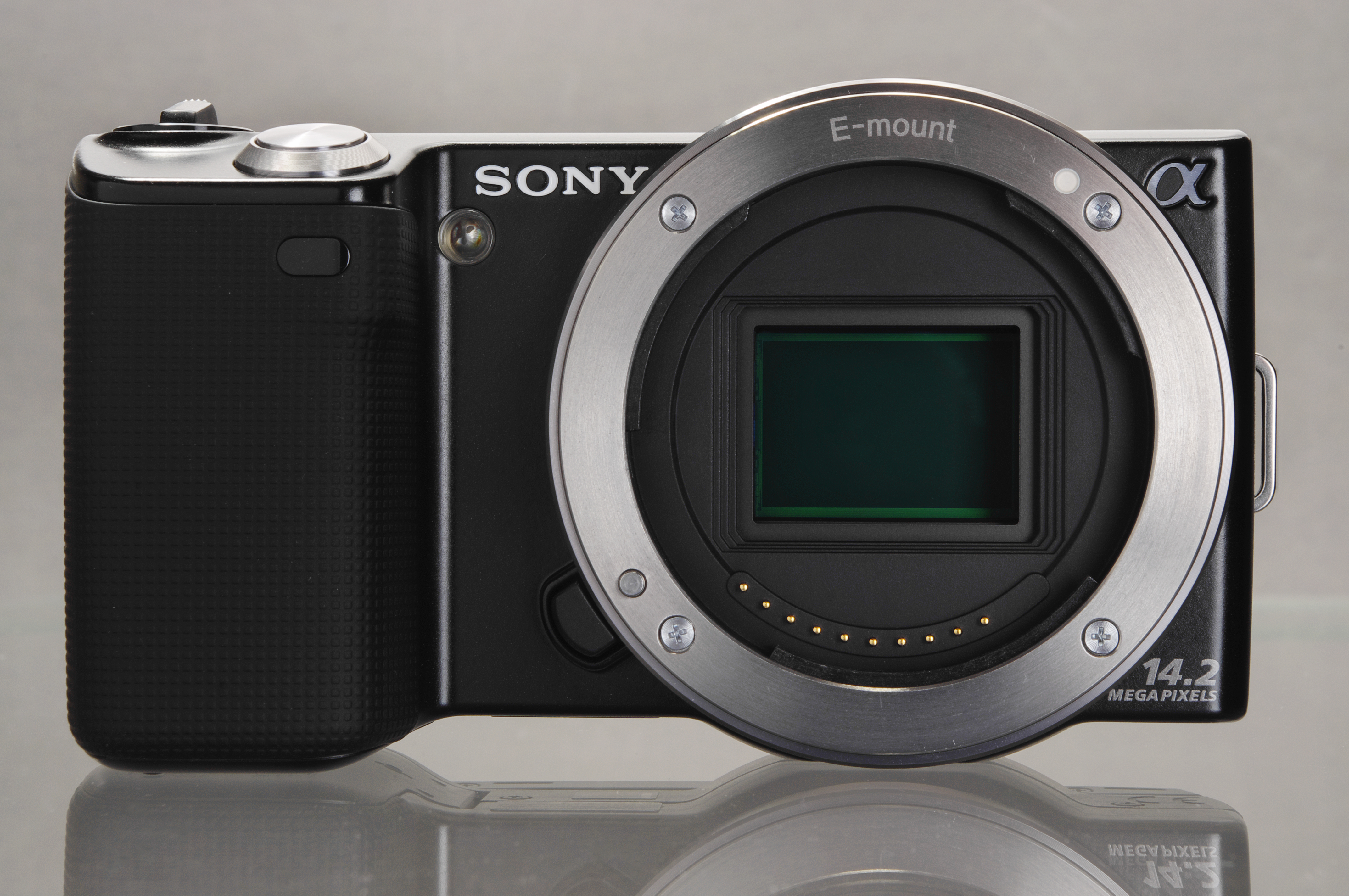
Sony NEX-5 E-mount

Sony NEX este o linie de aparate fotografice hibrid, lansată în iunie 2012 de către Sony. În gama de produse fotografie Sony, NEX se încadrează între aparatele fotografice bridge (seriile H și HX) și aparatele fotografice tip reflex (seria Sony Alpha). 
Linia are trei nivele, diferențiate prin prețuri și caracteristici:
- low-cost: A3000, A3500
- entry-level: modelele NEX-3, NEX-C3, NEX-F3, NEX-3N, A5000, A5100
- mid-level: modelele NEX-5, NEX-5N, NEX-5R, NEX-5T
- top-level: modelele NEX-7, NEX-6, A6000

Toate folosesc montura de lentile Sony E, obiectivele cu montură Sony A sau Minolta putând fi folosite cu adaptoare. 
În 2011, linia a fost îmbogățită cu două camere video, Handycam NEX-VG10 și Sony NXCAM NEX-FS100, alte trei urmând în 2012 și 2013. Camerele video folosesec aceeași montură pentru obiective și, la unele modele, același senzor. 
Principalul avantaj al liniei NEX față de concurență îl reprezintă folosirea unui senzor APS-C, care poate fi întâlnit și pe DSLR-uri, Sony folosind acest senzor pe toată gama, inclusiv pe modelele entry-level.